# USS Ludlow (DD-438)
USS Ludlow (DD-438) là một tàu khu trục lớp Gleaves được Hải quân Hoa Kỳ chế tạo trong Chiến tranh Thế giới thứ hai. Nó đã tham gia suốt Thế Chiến II, sống sót qua cuộc xung đột; được chuyển cho Hải quân Hoàng gia Hy Lạp như là chiếc HHMS Doxa (D-20) trước khi bị bán để tháo dỡ năm 1972. Nó là chiếc tàu chiến thứ ba của Hải quân Hoa Kỳ mang cái tên này, và là chiếc thứ hai được đặt theo tên Đại úy Hải quân Augustus C. Ludlow (1792-1813), người tử trận trong cuộc Chiến tranh 1812.

## Thiết kế và chế tạo
Ludlow được chế tạo tại xưởng tàu của hãng Bath Iron Works ở Bath, Maine. Nó được đặt lườn vào ngày 18 tháng 12 năm 1939; được hạ thủy vào ngày 11 tháng 11 năm 1940, và được đỡ đầu bởi cô Frances Nicholson Chrystie, một hậu duệ của Đại úy Ludlow. Con tàu được cho nhập biên chế cùng Hải quân Hoa Kỳ tại Boston, Massachusetts vào ngày 5 tháng 3 năm 1941 dưới quyền chỉ huy của Thiếu tá Hải quân Claude H. Bennett, Jr..

## Lịch sử hoạt động

### Đại Tây Dương và Địa Trung Hải
Sau khi hoàn tất việc chạy thử máy, Ludlow rời Boston vào tháng 10 năm 1941 để đi Newfoundland và Iceland, hộ tống các đoàn tàu vận tải tiếp liệu mà điểm đến cuối cùng là quần đảo Anh. Sau sự kiện Nhật Bản bất ngờ tấn công Trân Châu Cảng vào ngày 7 tháng 12 đưa đến việc Đức Quốc xã tuyên chiến với Hoa Kỳ, tầm hoạt động hộ tống của nó được mở rộng ra đến các cảng Derry, Liverpool, Greenoch cũng như Freetown thuộc Nam Phi.
Được phân về Lực lượng Đặc nhiệm 34 tham gia Chiến dịch Torch, cuộc đổ bộ lực lượng Đồng Minh lên Bắc Phi, Ludlow đi đến ngoài khơi Fedhala, Maroc vào cuối ngày 7 tháng 11 năm 1942. Không lâu sau đợt đổ bộ đầu tiên tiến đến bãi đổ bộ, nó phải đối đầu với những khẩu đội pháo phòng thủ duyên hải, máy bay ném bom cũng như một lực lượng hải quân thuộc phe Vichy Pháp bao gồm một tàu tuần dương và hai tàu khu trục trong khuôn khổ trận Hải chiến Casablanca. Một quả đạn pháo 6 inch đã bắn trúng phần phía trước con tàu, cùng nhiều phát khác suýt trúng vây quanh, trong khi các tàu tuần dương Augusta và Brooklyn vội vã đi đến nơi và đối phó với các tàu chiến Pháp.
Ludlow quay trở về New York để sửa chữa những hư hại trong chiến đấu, rồi tiến hành huấn luyện ngoài khơi bờ biển Maine, trước khi khởi hành vào ngày 14 tháng 1 năm 1943 cho chuyến đầu tiên trong số ba chuyến hộ tống vận tải sang Casablanca. Sau chuyến thứ ba vào tháng 6, nó ở lại vùng biển Địa Trung Hải để tham gia Chiến dịch Husky, cuộc đổ bộ của lực lượng Đồng Minh lên Sicily, Ý. Di chuyển cùng lực lượng tấn công vào ngày 10 tháng 7, nó bắn pháo hỗ trợ cho cuộc đổ bộ ngoài khơi Licata và Porsa Empedocle. Các cuộc không kích chống trả của đối phương diễn ra hàng ngày, và vào ngày 11 tháng 8 nó bắn rơi chiếc máy bay đối phương đầu tiên.
Tham gia Chiến dịch Avalanche đổ bộ trực tiếp lên lục địa Ý vào ngày 9 tháng 9, Ludlow dẫn đầu một bộ phận lực lượng tấn công băng ngang một bãi mìn để tham gia cuộc đổ bộ đẫm máu lên Salerno. Nó cùng các tàu khu trục chị em đã hoạt động hỗ trợ hỏa lực gần bờ cho binh lính đổ bộ rất hiệu quả. Sau đó nó phục vụ hộ tống vận tải tại khu vực giữa Naples và Oran cho đến ngày 11 tháng 1 năm 1944; rồi quay trở lại các bãi đổ bộ hỗ trợ binh lính Đồng Minh trong Chiến dịch Shingle đổ bộ lên Anzio vào ngày 22 tháng 1. Hoạt động phối hợp của liên quân Anh-Mỹ này thoạt tiên chỉ gặp chống cự nhẹ, nhưng sau đó quân Đức phản công ác liệt. Các cuộc không kích dữ dội tiếp nối trong ngày hôm sau; trong vòng một tuần chiếc tàu khu trục bắn rơi hai máy bay ném bom, một máy bay tiêm kích cùng ba quả bom lượn điều khiển. Một quả đạn pháo 5 inch đã đánh trúng bệ ngư lôi và phòng bản đồ, buộc con tàu phải rút lui, nhưng tránh được thảm họa nhờ việc dũng cảm ném bỏ những quả đạn pháo bị nung nóng chưa kích nổ qua mạn tàu.
Ludlow được sửa chữa tại New York, rồi tiến hành huấn luyện dọc theo bờ biển Đại Tây Dương trước khi quay trở lại khu vực Địa Trung Hải vào ngày 20 tháng 4 để tuần tra chống tàu ngầm. Vào ngày 19 tháng 5, nó cùng thả mìn sâu tấn công tàu ngầm U-boat Đức U-960, buộc đối thủ phải nổi lên mặt nước, nơi Ludlow đánh chìm chiếc tàu ngầm bằng hải pháo. Sau khi hoạt động hộ tống vận tải tại khu vực Tây Địa Trung Hải, nó khởi hành từ Palermo vào ngày 11 tháng 8 để tham gia Chiến dịch Dragoon, cuộc đổ bộ của lực lượng Đồng Minh lên miền Nam nước Pháp.
Sau khi bắn phá chuẩn bị và bảo vệ cho các bãi đổ bộ ngoài khơi Fréjus, nó tham gia cùng tàu tuần dương hạng nặng Augusta (CA-31) từ ngày 25 đến ngày 30 tháng 8 để giúp vượt qua những sự đề kháng cuối cùng tại Marseilles. Trong khi làm nhiệm vụ bắn pháo hỗ trợ gần bờ chung quanh Monaco, nó đối phó không chỉ thủy lôi trôi nổi và xuồng phóng lôi E-boat, mà còn với cả xuồng chất thuốc nổ và ngư lôi do người điều khiển. Ludlow bắt được ba người vận hành những thiết bị lặn một người như vậy vào ngày 5 tháng 9, sau một loạt tấn công bằng mìn sâu. Các hoạt động hỗ trợ hỏa lực, hộ tống vận tải và tuần tra lại tiếp nối cho đến ngày 23 tháng 1 năm 1945, khi nó lên đường cho một tháng làm nhiệm vụ canh phòng máy bay ngoài khơi bờ biển Tây Phi, rồi quay trở về Boston vào ngày 28 tháng 2. Đến tháng 4, nó lên đường đi sang Anh hộ tống một đoàn tàu LST, rồi chuẩn bị để nhận nhiệm vụ tại khu vực Thái Bình Dương.

### Thái Bình Dương
Băng qua kênh đào Panama vào ngày 27 tháng 6, Ludlow đi đến Trân Châu Cảng vào ngày 17 tháng 7, bắt đầu các hoạt động huấn luyện cùng các tàu sân bay. Tuy nhiên, việc Nhật Bản chấp nhận đầu hàng đã chuyển hướng nó sang hộ tống các tàu vận chuyển đưa binh lính chiếm đóng đổ bộ lên các đảo chính quốc Nhật Bản. Nó rời Trân Châu Cảng vào ngày 7 tháng 9, đi đến Wakayama, Nhật Bản vào ngày 27 tháng 9. Nó hoạt động tại khu vực Viễn Đông cho đến ngày 3 tháng 11, khi nó lên đường đi sang quần đảo Aleut, hoạt động một thời gian ngắn cho nhiệm vụ Magic Carpet.
Đến đầu năm 1946, Ludlow được lệnh quay trở về vùng bờ Đông, và vào ngày 20 tháng 5 năm 1946 đã được cho xuất biên chế và đưa về lực lượng dự bị tại Charleston, South Carolina. Sau đó nó được sử dụng trong vai trò huấn luyện Hải quân Dự bị, được đưa vào biên chế dự bị ngày 6 tháng 6 năm 1950; và biên chế đầy đủ vào ngày 21 tháng 11 cùng năm đó. Ludlow lại được xuất biên chế vào ngày 22 tháng 1 năm 1951, và được chuyển giao cho Hải quân Hoàng gia Hy Lạp, khi nó được đổi tên thành HHMS Doxa (D-20). Nó tiếp tục phục vụ cho đến khi bị tháo dỡ vào năm 1972.

## Phần thưởng
Ludlow được tặng thưởng sáu Ngôi sao Chiến trận do thành tích phục vụ trong Thế Chiến II.